# 有田村 (広島県)
有田村（ありだむら）は、広島県甲奴郡にあった村。現在の三次市の一部にあたる。

## 地理
上下川支流・抜湯川の南に位置していた。

## 歴史
- 1889年（明治22年）4月1日、町村制の施行により、甲奴郡有田村が単独で村制施行し、有田村が発足[1][2]。太郎丸村、知和村、安田村、抜湯村、有田村の町村組合を結成し役場を太郎丸村に設置[1]。
- 1912年（大正元年）10月1日、甲奴郡太郎丸村、知和村、安田村、抜湯村と合併し、上川村を新設して廃止された[1][2]。

### 地名の由来
古く有福荘に属し、その一字をとって有田とした。

## 産業
- 農業[1]